# Aschach an der Donau
Aschach an der Donau – gmina targowa w Austrii, w kraju związkowym Górna Austria, w powiecie Eferding. Liczy ok. 2,2 tys. mieszkańców.
Urodził się tutaj Josef Abel, austriacki malarz i sztycharz.

## Współpraca
- Obernzell, Niemcy